# Mistrzostwa Świata w Łucznictwie 2001
41. Mistrzostwa Świata w Łucznictwie odbyły się między 16 a 23 września 2001 w Pekinie w Chinach. Organizatorem była Międzynarodowa Federacja Łucznicza. 

## Medaliści

### Strzelanie z łuku klasycznego
| Konkurencja            | Złoto                                                            | Srebro                                                      | Brąz                                                             |
| Indywidualnie kobiet   | Park Sung-hyun                                                   | Kim Kyung-wook                                              | Kateryna Palecha                                                 |
| Indywidualnie mężczyzn | Yeon Jung-ki                                                     | Lionel Torres                                               | Park Kyung-mo                                                    |
| Drużynowo kobiet       | Chiny · Zhang Juanjuan · He Ying · Yang Jianping                 | Włochy · Natalia Valeeva · Irene Franchini · Roberta Allodi | Korea Południowa · Choi Nam-ok · Park Sung-hyun · Kim Kyung-wook |
| Drużynowo mężczyzn     | Korea Południowa · Yeon Jung-ki · Lee Chang-hwan · Park Kyung-mo | Włochy · Michele Frangilli · Ilario Di Buò · Matteo Bisiani | Chiny · Chen Hongyuan · Sun Jian · Yang Bo                       |

### Strzelanie z łuku bloczkowego
| Konkurencja            | Złoto                                                     | Srebro                                                              | Brąz                                                            |
| Indywidualnie kobiet   | Ulrika Sjöwall                                            | Bettina Thiele                                                      | Sirkka Sokka-Matikainen                                         |
| Indywidualnie mężczyzn | Dejan Sitar                                               | Morgan Lundin                                                       | Morten Bøe                                                      |
| Drużynowo kobiet       | Francja · Maggy Masson · Cathérine Pellen · Valerie Fabre | Włochy · Stefania Montagnoni · Assunta Atorino · Francesca Peracino | Holandia · Irma Luyting · Marjon Pigney · Olga Zandvliet        |
| Drużynowo mężczyzn     | Norwegia · Morten Bøe · Sigmund Johansen · Kolbjoern Flaa | Niemcy · Robert Hesse · Stefan Griem · Rainer Voss                  | Wielka Brytania · Chris White · Michael Peart · Jonathan Mynott |

## Klasyfikacja medalowa
| Lp. | Państwo          | Złoto | Srebro | Brąz | Razem |
| 1.  | Korea Południowa | 3     | 1      | 2    | 6     |
| 2.  | Francja          | 1     | 1      | 0    | 2     |
| 2.  | Szwecja          | 1     | 1      | 0    | 2     |
| 4.  | Chiny            | 1     | 0      | 1    | 2     |
| 4.  | Norwegia         | 1     | 0      | 1    | 2     |
| 6.  | Słowenia         | 1     | 0      | 0    | 1     |
| 7.  | Włochy           | 0     | 3      | 0    | 3     |
| 8.  | Niemcy           | 0     | 2      | 0    | 2     |
| 9.  | Finlandia        | 0     | 0      | 1    | 1     |
| 9.  | Holandia         | 0     | 0      | 1    | 1     |
| 9.  | Ukraina          | 0     | 0      | 1    | 1     |
| 9.  | Wielka Brytania  | 0     | 0      | 1    | 1     |